# ドリーム和歌山号

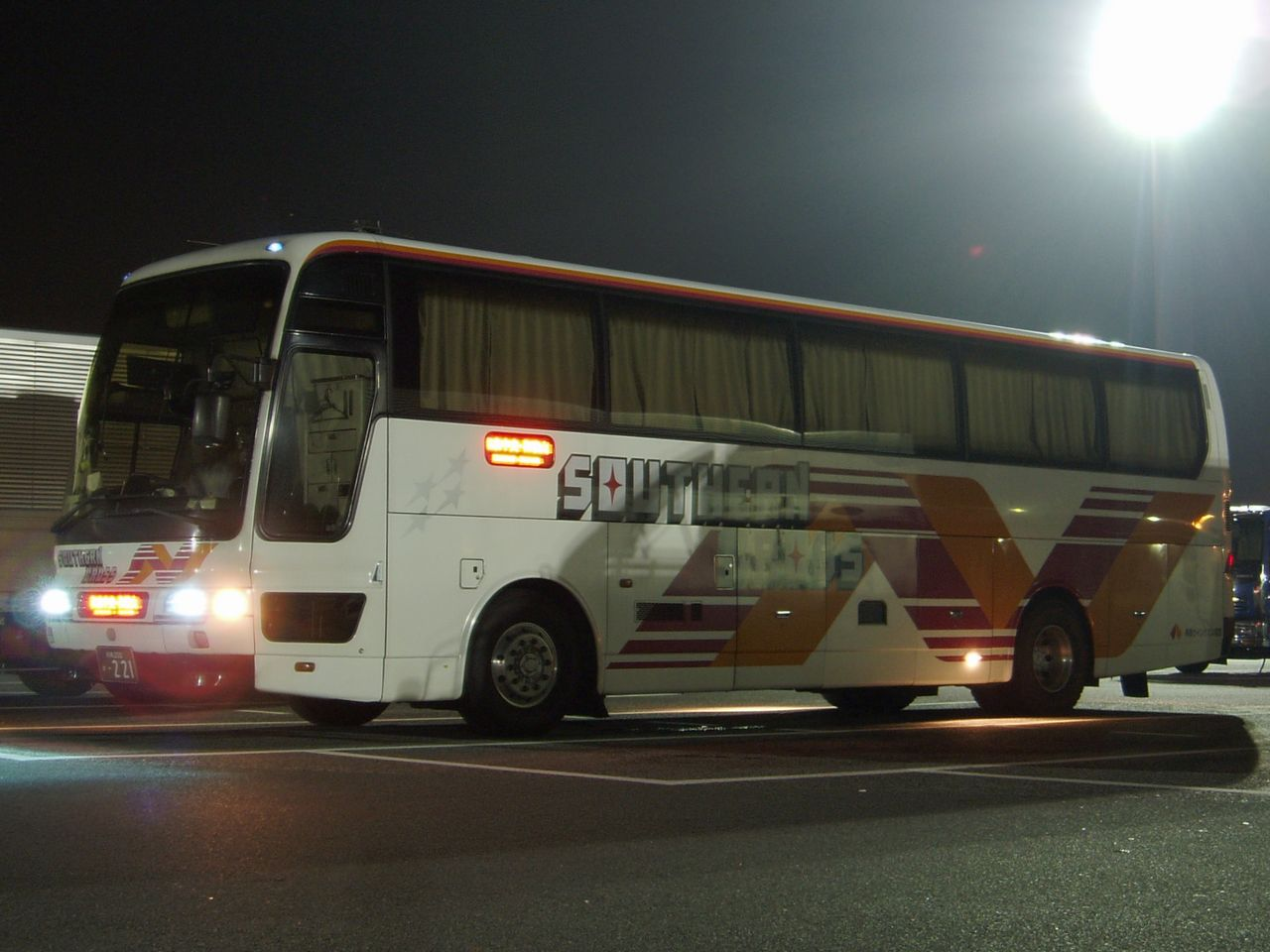
南海ウイングバス南部「サザンクロス号」（2009年撮影）

サザンクロス和歌山号（サザンクロスわかやまごう）は、南海グループのバス事業者が運行する、東京都と和歌山県和歌山市を結ぶ夜行高速バスの路線愛称。
かつてはJRバスグループが運行する夜行高速バス「ドリーム号」の一路線「ドリーム和歌山号」（ドリームわかやまごう）だった時期もある。

## 歴史

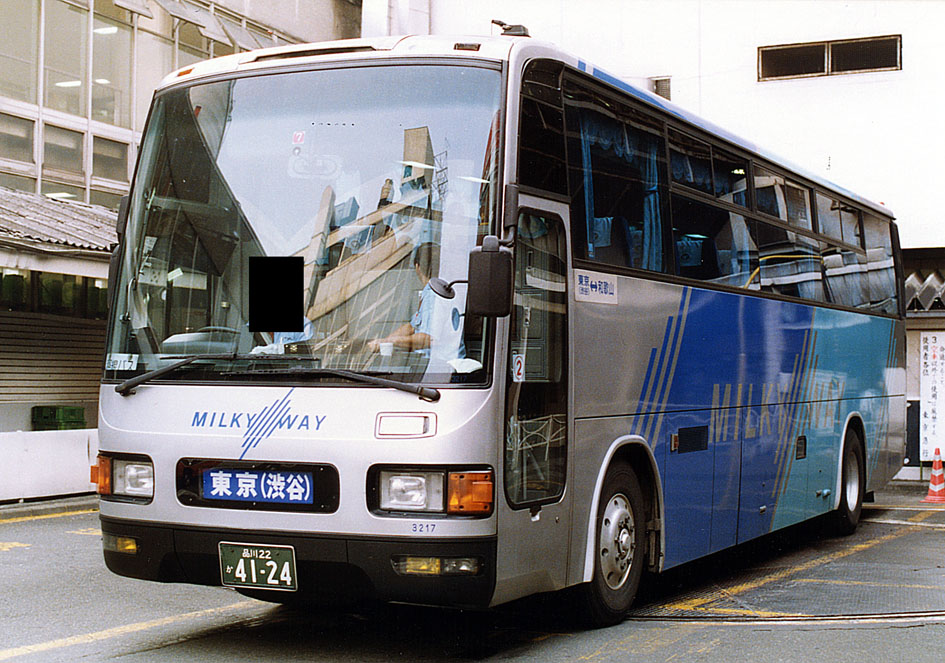
東急バス「ミルキーウェイ」和歌山線（1991年撮影）

東京 - 和歌山間の夜行高速バスは、1988年10月25日より東京急行電鉄（現：東急バス）と南海電鉄バス（現：南海ウイングバス）の共同運行による、渋谷駅 - 和歌山駅・和歌山市駅間の「サザンクロス号」（南海）と「ミルキーウェイ和歌山線」（東急）で運行開始したのが始まりである。
なお、南海は1990年11月15日には、大阪府堺市と福岡県を結ぶ夜行高速バス「サザンクロス博多号」も運行開始している（1994年1月26日廃止）。
サザンクロス号は鉄道では直行できない区間を結ぶ路線であり、利用率は好調に推移していたが、夜行高速バスの運行コストが年々増大するにつれて、東京側の事業者では乗車率が高いにもかかわらず利益率が低下する路線が続出した。そのため、東急バスは1998年9月30日をもって夜行高速バスから全面撤退した。1980年代の高速バスブームで増加した夜行高速バス路線では、1990年代後半には他のバス事業者でも廃止までは至らずともグループ会社に移管されたり、一社単独運行になった路線が多かった時期である。なお東急バスではのちに、2016年4月15日に子会社の東急トランセにより夜行高速バスに再参入している。

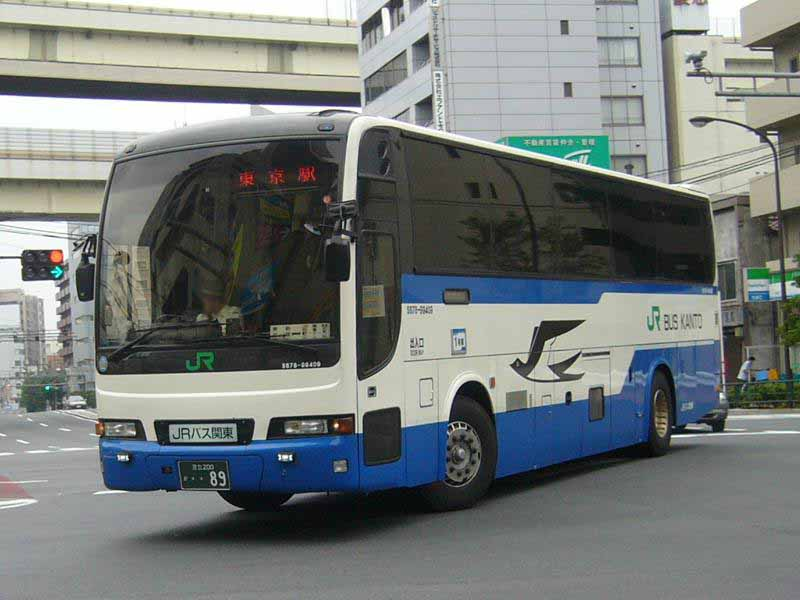
ジェイアールバス関東「ドリーム和歌山号」（2006年撮影）

東急バスの夜行高速バス撤退により、共同運行していた他の路線では地方側のバス事業者が単独で運行継続することになった。和歌山線の共同運行会社である南海電気鉄道はすでにジェイアールバス関東との共同運行により「ドリーム難波号」「ドリーム堺号」（のち「ドリームなんば・堺号」に統合）を運行していたため、東京方の共同運行会社をジェイアールバス関東へ変更することになった。東急バスによる渋谷 - 和歌山間の運行は1998年9月30日発の便を最後に終了となり、翌10月1日からは南海電気鉄道とジェイアールバス関東の共同運行により、新宿駅 - 和歌山間の「ドリーム和歌山号」として再出発することになった。

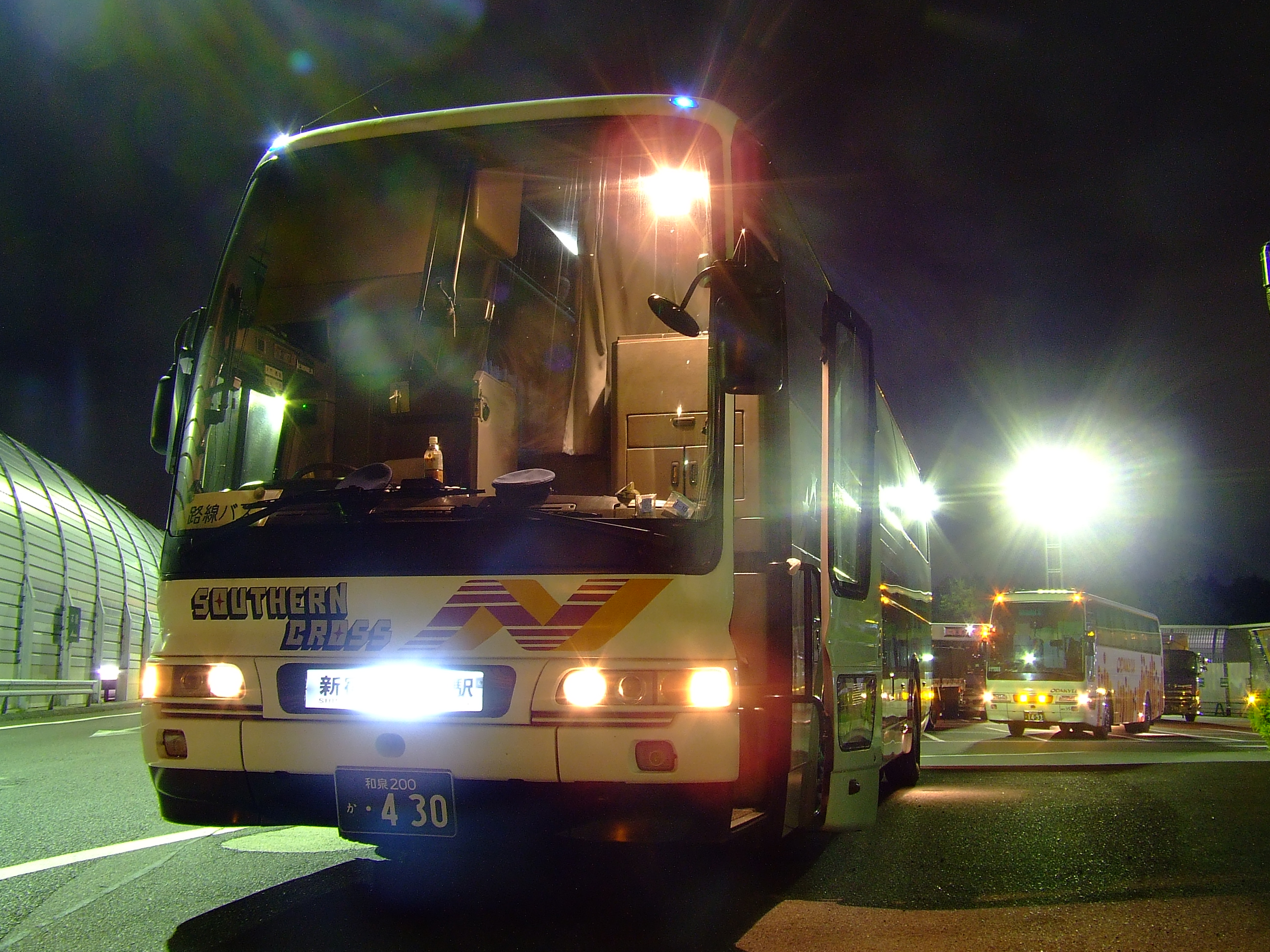
南海ウィングバス南部「サザンクロス号」（2007年撮影）

「ドリーム和歌山号」となってからも、南海側では引き続き統一愛称「サザンクロス号」を使用していた。その後、2001年10月1日の南海電気鉄道のバス事業分社化により南海バスへ移管、さらに南海バスの地域分社化により2004年4月1日から南海ウイングバス南部（現：南海ウイングバス）へ移管されている。
2015年12月18日よりジェイアールバス関東が撤退、南海ウイングバス南部の単独運行となった。ただし東京側でのジェイアールバス関東の運行業務支援は継続される。
2016年8月5日より、御坊南海バス（2020年1月に熊野御坊南海バスに社名変更）が参入し、2社共同運行となる。同年12月12日より「ドリームなんば・堺号」と路線統合 し、高速バスネット上の名称を「サザンクロス和歌山号」と改称した。

### 年表
- 1988年（昭和63年）10月25日 - 東京急行電鉄と南海電気鉄道（共に当時）が渋谷駅発着で運行開始[1]。
- 1998年（平成10年）
  - 9月30日 - 東急バスがこの日の運行を最後に撤退。
  - 10月1日 - JRバス関東と南海電気鉄道の共同運行による東京駅・新宿駅発着の「ドリーム和歌山号」が運行開始[4]。
- 2007年（平成19年）6月15日 - バス停新設（和泉中央駅）及び廃止（和歌山東急イン）。
- 2008年（平成20年）7月1日 - 運行経路を東名高速道路・新名神高速道路経由に変更、名阪国道を通らなくなる。所要時間を短縮。上下便とも新木場駅発着となり、上り便が池尻大橋に新規停車。
- 2009年（平成21年）12月1日 - バス停新設（堺東駅）及びダイヤ改正。
- 2010年（平成22年）4月1日 - 運行経路を京滋バイパス・第二京阪道路経由に変更。
- 2014年（平成26年）12月15日 - この日の和歌山発便より、南海ウイングバス南部の単独運行を実施（ジェイアールバス関東による運行を休止）[5]。
- 2015年（平成27年）
  - 10月2日 - この日の東京駅発からJRバス関東が復帰（南海ウイングバスとの隔日運行）。
  - 12月18日 - 堺東駅停車を取り止め、新たに高速京田辺、京都駅八条口に停車。JRバス関東が運行から撤退し、南海ウイングバス南部単独運行となる[6]。
- 2016年（平成28年）
  - 8月5日 - 御坊南海バスと共同運行開始。
  - 12月12日 - ドリームなんば・堺号（南海バス運行）と路線統合し名称を「サザンクロス和歌山号」と改称、OCAT（湊町BT）・なんば高速バスターミナル経由となり、京都駅八条口は停留所廃止となる[3]。
- 2021年（令和3年）
  - 3月30日 - 熊野御坊南海バスの運行終了。南海ウイングバス南部の単独運行に移行する。

## 運行会社
- 南海ウイングバス（本社営業所）
  - 東京側ではJRバス関東が運行支援業務を行い、東京支店に入庫する。
  - 終点の和歌山市駅へ到着後は、南海ウイングバスは本社営業所へ入庫する。ジェイアールバス関東は和歌山バス和歌山営業所へ入庫していた。

### 過去の運行会社
- 東急バス（運行開始時点では東京急行電鉄、1991年10月1日に分社化）
  - 「ミルキーウェイ和歌山線」として運行。1998年9月30日限りで撤退。
  - 観光バスセンター（のち大橋営業所下馬観光支所、現在の下馬営業所）が担当した。
- ジェイアールバス関東
  - 途中の三ヶ日営業所にて運転士交代。
  - 2014年12月15日より運行休止、南海ウイングバス南部が単独運行[5]。
  - 2015年10月2日より運行に復帰したが、2015年12月18日をもって撤退。東京側での運行支援業務は継続する。
- 熊野御坊南海バス（御坊支社、運行開始時点では御坊南海バス）
  - 2021年3月30日限りで運行終了。

## 運行経路

### 現行経路

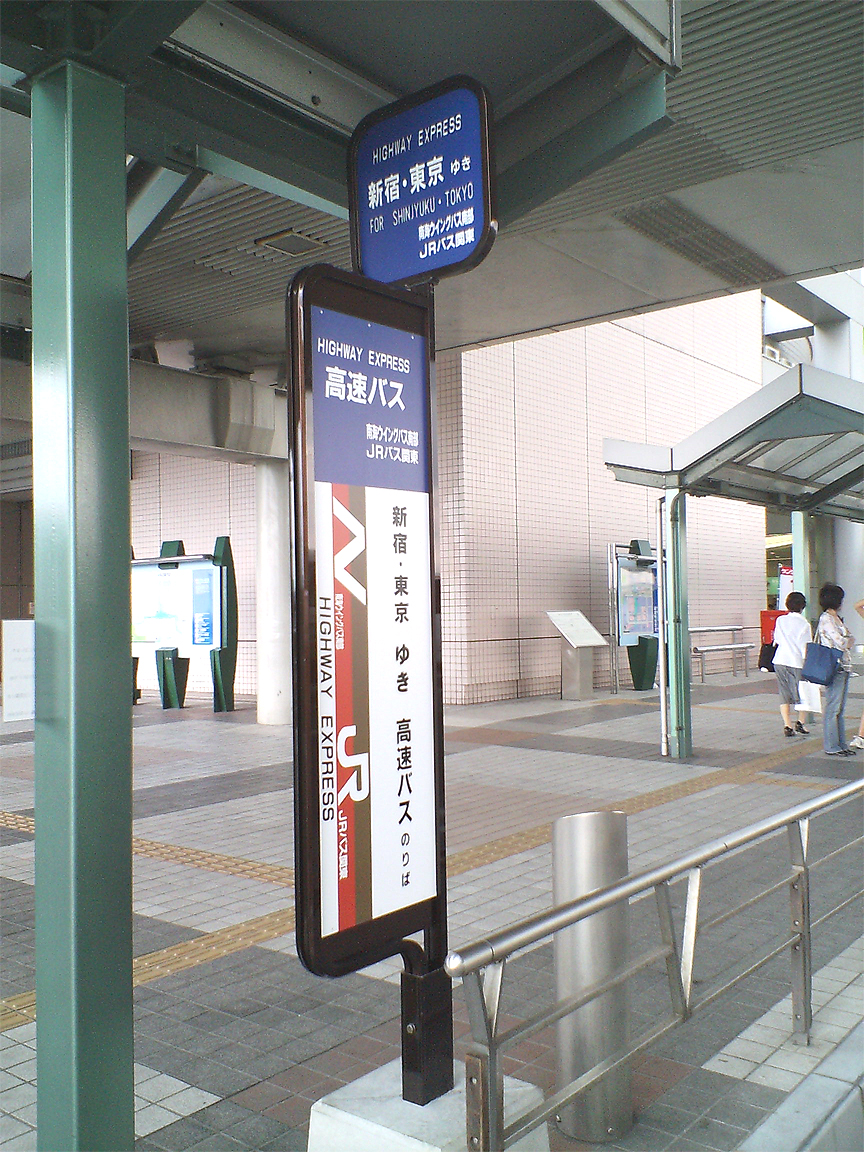
和泉中央駅（南海泉北線）高速バスのりば

新木場駅 - 東京駅（出発は八重洲南口、到着は日本橋口） - 新宿駅（バスタ新宿） - 池尻大橋（上り降車のみ） - （首都高速道路） - （東名高速道路） - （伊勢湾岸自動車道） - （東名阪自動車道） - （新名神高速道路） - （名神高速道路） - （京滋バイパス） - （第二京阪道路）- 高速京田辺 - （第二京阪道路） - 南海なんば高速バスターミナル - OCAT（湊町BT） -  （近畿自動車道） - （阪和自動車道） - 和泉中央駅 - （阪和自動車道） - JR和歌山駅 - 南海和歌山市駅

### 過去の経路

#### 2009年12月1日 - 2015年12月7日
新木場駅 - 東京駅（出発は八重洲南口、到着は日本橋口） - 新宿駅新南口（代々木）（到着は新宿駅東口） - 池尻大橋（上り降車のみ） - （現行経路に同じ） - （近畿自動車道） - （阪和自動車道） - 堺東駅前 - 和泉中央駅 - JR和歌山駅 - 南海和歌山市駅

#### 2015年12月7日 - 2016年12月11日
新木場駅 - 東京駅（出発は八重洲南口、到着は日本橋口） - 新宿駅（バスタ新宿）（2016年4月3日までは新宿駅新南口（代々木）発、新宿駅東口着） - 池尻大橋（上り降車のみ） - （現行経路に同じ） - （名神高速道路） - 京都駅八条口 -（阪神高速京都線）-（第二京阪道路） - 高速京田辺 -（第二京阪道路） - （近畿自動車道） - （阪和自動車道） - 和泉中央駅 - （阪和自動車道） - JR和歌山駅 - 南海和歌山市駅

## 周遊券の発売
- 2007年10月1日から2008年3月31日まで、「ドリーム和歌山号」の東京駅・新宿駅 - 和泉中央駅間と、宮崎カーフェリーの大阪 - 宮崎間・宮崎交通バスの宮崎港 - 宮崎駅間の各乗車・乗船券をセットにした東京・宮崎連絡きっぷ「フェニックス・ストーリー」を片道11,000円で発売した。なお、和泉中央駅 - かもめフェリーターミナル間は指定区間に含まれておらず、また行動時間も長め（東京→宮崎は7:34〈現在は7:00〉～19:30〈現在は19:10[日曜は18:10]〉、宮崎→東京は7:30→23:11）に取っているため、自己負担で大阪市内など関西エリアの観光を楽しむことができた。同年4月1日から2009年3月31日までも「フェニックス・ストーリー」を発売したが、運賃が片道11,800円に値上げした他、「フェニックス・ストーリー」の指定区間に宮崎交通高速バスの宮崎駅 - 鹿児島中央駅間が追加でセットされた、東京・宮崎・鹿児島連絡きっぷ「薩摩ストーリー」を片道13,800円で発売した。そして同年4月1日から2010年3月31日までも「フェニックス・ストーリー」を発売しているが、このシーズンでは運賃が片道10,800円に値下げしている。
- 2008年7月1日から11月30日まで、「ドリーム和歌山号」の東京駅・新宿駅 - 和泉中央駅間と、南海高野線の中百舌鳥 - 極楽橋間、南海鋼索線、高野山内のバス路線の各乗車券をセットにした東京・高野山周遊きっぷ「高野山ストーリー」を発売した。なお、泉北高速線は指定区間に含まれておらず、別払いであった。

## 使用車両
独立3列シートのハイデッカー車（日野・セレガ、いすゞ・ガーラ）が使用されている。
ジェイアールバス関東は、独立3列シートの2階建てバス（三菱ふそう・エアロキング）を使用していた。